# 12990 Josetillard
12990 Josetillard è un asteroide della fascia principale. Scoperto nel 1981, presenta un'orbita caratterizzata da un semiasse maggiore pari a 2,4888447 au e da un'eccentricità di 0,0547204, inclinata di 3,29651° rispetto all'eclittica.